# Districtul Hammam Bou Hadjar
Hammam Bou Hadjar este un district din provincia Aïn Témouchent, Algeria.